# Peixinhos (Recife)
Peixinhos é um bairro do Recife, Pernambuco.
Localiza-se na RPA2 e faz limites com os bairros Campina do Barreto, Arruda, Campo Grande e com o bairro homônimo do município de Olinda.
A área da comunidade é dividida entre os dois municípios, gerando um bairro homônimo em cada uma das cidades.

## Origem do nome
Peixinhos é uma comunidade muito antiga, que vivia às margens do rio. Nasceu por volta do início do Século XIX onde antes havia um engenho denominado Nossa Senhora da Ajuda, de propriedade de Jerônimo de Albuquerque, fundado em 1542.
O Rio Beberibe, que faz divisa entre Olinda e Recife é a origem do nome do bairro, que historicamente se dividiu no início do Século XX.[carece de fontes?] Nesse rio décadas atrás havia água cristalina e muitos peixinhos. Pessoas vinham dos bairros de Santo Amaro e Casa Amarela para pescar nele. Quando esses pescadores se encontravam, já combinavam: "Vamos pescar no rio dos peixinhos". O tempo foi passando e o nome acabou ficando. Lavadeiras iam lavar as roupas de suas patroas naquele rio, pessoas tomavam banho nele. Hoje porém ele se encontra muito poluído e cercado por favelas.
Na década de 1950 foi inaugurada a Fábrica de Fosforita, gerando poluição ao bairro.

## Dados demográficos
- Área territorial: 34 hectares
- População: 4.998 habitantes[nota 2][4]
  - Masculina:2.443
  - Feminina: 2.555
- Densidade demográfica: 148,43 hab./ha.

## Educação
O sistema educacional de Peixinhos está dividido entre os municípios de Olinda e Recife, ajudado pelas instituições dos bairros vizinhos.
- Escola Futuro Feliz [5]
- Escola Monteiro Lobato[6]